# Karsten Kobs
Pour les articles homonymes, voir Jean Kobs.
Karsten Kobs, né le 19 septembre 1971 à Dortmund, est un athlète allemand spécialiste du lancer du marteau. Son record personnel est de 81,78 m.
Son principal succès est sa victoire aux championnats du monde en 1999 à Séville avec un essai à 80,24 m. Pour fêter son titre, il est allé nager dans la piscine du 3 000 m steeple.[réf. nécessaire]

## Palmarès

### Jeux olympiques d'été
- Jeux olympiques d'été de 1996 à Atlanta ( États-Unis)
  - éliminé en qualifications du lancer du marteau
- Jeux olympiques d'été de 2000 à Sydney ( Australie)
  - éliminé en qualifications du lancer du marteau
- Jeux olympiques d'été de 2004 à Athènes ( Grèce)
  - 7e au lancer du marteau

### Championnats du monde d'athlétisme
- Championnats du monde d'athlétisme de 1993 à Stuttgart ( Allemagne)
  - éliminé en qualifications du lancer du marteau
- Championnats du monde d'athlétisme de 1995 à Göteborg ( Suède)
  - éliminé en qualifications du lancer du marteau
- Championnats du monde d'athlétisme de 1997 à Athènes ( Grèce)
  - 9e au lancer du marteau
- Championnats du monde d'athlétisme de 1999 à Séville ( Espagne)
  -  Médaille d'or au lancer du marteau
- Championnats du monde d'athlétisme de 2003 à Paris ( France)
  - 9e au lancer du marteau

### Championnats d'Europe d'athlétisme
- Championnats d'Europe d'athlétisme de 1998 à Budapest ( Hongrie)
  -  Médaille de bronze au lancer du marteau
- Championnats d'Europe d'athlétisme de 2002 à Munich ( Allemagne)
  - éliminé en qualifications du lancer du marteau
- Championnats d'Europe d'athlétisme de 2006 à Göteborg ( Suède)
  - 8e au lancer du marteau